# 19e étape du Tour d'Italie 2016
Pour un article plus général, voir Tour d'Italie 2016.
La 19e étape du Tour d'Italie 2016 se déroule le vendredi 27 mai 2016, entre Pignerol et Risoul sur une distance de 162 km.

## Parcours
Le parcours est montagneux. Il comprend la Cima Coppi et 1 col de 1re catégorie.

## Résultats

### Classement de l'étape
| Classement de l'étape | Classement de l'étape | Classement de l'étape | Classement de l'étape | Classement de l'étape |
|                       | Coureur               | Pays                  | Équipe                | Temps                 |
| --------------------- | --------------------- | --------------------- | --------------------- | --------------------- |
| 1er                   | Vincenzo Nibali       | Italie                | Astana                | en 4 h 19 min 54 s    |
| 2e                    | Mikel Nieve           | Espagne               | Sky                   | + 51 s                |
| 3e                    | Esteban Chaves        | Colombie              | Orica-GreenEDGE       | + 53 s                |
| 4e                    | Diego Ulissi          | Italie                | Lampre-Merida         | + 1 min 2 s           |
| 5e                    | Rafał Majka           | Pologne               | Tinkoff               | + 2 min 14 s          |
| 6e                    | Alejandro Valverde    | Espagne               | Movistar              | + 2 min 14 s          |
| 7e                    | Rigoberto Urán        | Colombie              | Cannondale            | + 2 min 14 s          |
| 8e                    | Georg Preidler        | Autriche              | Giant-Alpecin         | + 2 min 43 s          |
| 9e                    | Nicolas Roche         | Irlande               | Sky                   | + 2 min 51 s          |
| 10e                   | Hubert Dupont         | France                | AG2R La Mondiale      | + 2 min 51 s          |
| modifier              |                       |                       |                       |                       |

### Points attribués
|   | Cycliste        | Nat      | Équipe           | Pts | Bonif |
| - | --------------- | -------- | ---------------- | --- | ----- |
| 1 | Carlos Verona   | Espagne  | Etixx-Quick Step | 8   | 3 s   |
| 2 | Stefan Denifl   | Autriche | IAM              | 4   | 2 s   |
| 3 | Eugenio Alafaci | Italie   | Trek-Segafredo   | 1   | 1 s   |

|   | Cycliste       | Nat      | Équipe        | Pts | Bonif |
| - | -------------- | -------- | ------------- | --- | ----- |
| 1 | Diego Ulissi   | Italie   | Lampre-Merida | 8   | 3 s   |
| 2 | Marcel Wyss    | Suisse   | IAM           | 4   | 2 s   |
| 3 | Maxime Monfort | Belgique | Lotto-Soudal  | 1   | 1 s   |

| - Sprint final de Risoul (km 162) \| \| Cycliste \| Nat \| Équipe \| Points \| Bonif \| \| -- \| ------------------ \| -------- \| ---------------- \| ------ \| ----- \| \| 1 \| Vincenzo Nibali \| Italie \| Astana \| 15 \| 10 s \| \| 2 \| Mikel Nieve \| Espagne \| Sky \| 12 \| 6 s \| \| 3 \| Esteban Chaves \| Colombie \| Orica-GreenEDGE \| 9 \| 4 s \| \| 4 \| Diego Ulissi \| Italie \| Lampre-Merida \| 7 \| \| \| 5 \| Rafał Majka \| Pologne \| Tinkoff \| 6 \| \| \| 6 \| Alejandro Valverde \| Espagne \| Movistar \| 5 \| \| \| 7 \| Rigoberto Urán \| Colombie \| Cannondale \| 4 \| \| \| 8 \| Georg Preidler \| Autriche \| Giant-Alpecin \| 3 \| \| \| 9 \| Nicolas Roche \| Irlande \| Sky \| 2 \| \| \| 10 \| Hubert Dupont \| France \| AG2R La Mondiale \| 1 \| \| |                    |          |                  |        |       |
| | Cycliste           | Nat      | Équipe           | Points | Bonif |
| 1 | Vincenzo Nibali    | Italie   | Astana           | 15     | 10 s  |
| 2 | Mikel Nieve        | Espagne  | Sky              | 12     | 6 s   |
| 3 | Esteban Chaves     | Colombie | Orica-GreenEDGE  | 9      | 4 s   |
| 4 | Diego Ulissi       | Italie   | Lampre-Merida    | 7      |       |
| 5 | Rafał Majka        | Pologne  | Tinkoff          | 6      |       |
| 6 | Alejandro Valverde | Espagne  | Movistar         | 5      |       |
| 7 | Rigoberto Urán     | Colombie | Cannondale       | 4      |       |
| 8 | Georg Preidler     | Autriche | Giant-Alpecin    | 3      |       |
| 9 | Nicolas Roche      | Irlande  | Sky              | 2      |       |
| 10 | Hubert Dupont      | France   | AG2R La Mondiale | 1      |       |

### Cols et côtes
|   | Cycliste         | Pays       | Équipe           | Points |
| - | ---------------- | ---------- | ---------------- | ------ |
| 1 | Michele Scarponi | Italie     | Astana           | 45     |
| 2 | Mikel Nieve      | Espagne    | Sky              | 30     |
| 3 | Diego Ulissi     | Italie     | Lampre-Merida    | 20     |
| 4 | Maxime Monfort   | Belgique   | Lotto-Soudal     | 14     |
| 5 | André Cardoso    | Portugal   | Cannondale       | 10     |
| 6 | Hubert Dupont    | France     | AG2R La Mondiale | 6      |
| 7 | Ian Boswell      | États-Unis | Sky              | 4      |
| 8 | Nicolas Roche    | Irlande    | Sky              | 2      |
| 9 | Stefan Denifl    | Autriche   | IAM              | 1      |

|   | Cycliste           | Pays     | Équipe          | Points |
| - | ------------------ | -------- | --------------- | ------ |
| 1 | Vincenzo Nibali    | Italie   | Astana          | 35     |
| 2 | Mikel Nieve        | Espagne  | Sky             | 18     |
| 3 | Esteban Chaves     | Colombie | Orica-GreenEDGE | 12     |
| 4 | Diego Ulissi       | Italie   | Lampre-Merida   | 9      |
| 5 | Rafał Majka        | Pologne  | Tinkoff         | 6      |
| 6 | Alejandro Valverde | Espagne  | Movistar        | 4      |
| 7 | Rigoberto Urán     | Colombie | Cannondale      | 2      |
| 8 | Georg Preidler     | Autriche | Giant-Alpecin   | 1      |

### Classement au temps par équipes
| Classement par équipes au temps | Classement par équipes au temps | Classement par équipes au temps | Classement par équipes au temps |
|                                 | Équipe                          | Pays                            | Temps                           |
| ------------------------------- | ------------------------------- | ------------------------------- | ------------------------------- |
| 1re                             | Sky                             | Royaume-Uni                     | en 13 h 11 min 51 s             |
| 2e                              | Cannondale                      | États-Unis                      | + 1 s                           |
| 3e                              | Astana                          | Kazakhstan                      | + 34 s                          |
| modifier                        |                                 |                                 |                                 |

### Classement aux points par équipes
| Classement par équipes aux points | Classement par équipes aux points | Classement par équipes aux points | Classement par équipes aux points | Classement par équipes aux points |
|                                   | Équipes                           | Pays                              |                                   | Point(s)                          |
| --------------------------------- | --------------------------------- | --------------------------------- | --------------------------------- | --------------------------------- |
| 1re                               | Astana                            | Kazakhstan                        |                                   | 50                                |
| 2e                                | Sky                               | Royaume-Uni                       |                                   | 42                                |
| 3e                                | Lampre-Merida                     | Italie                            |                                   | 28                                |
| modifier                          |                                   |                                   |                                   |                                   |

## Classements à l'issue de l'étape

### Classement général
| Classement général | Classement général | Classement général | Classement général | Classement général  |
|                    | Coureur            | Pays               | Équipe             | Temps               |
| ------------------ | ------------------ | ------------------ | ------------------ | ------------------- |
| 1er                | Esteban Chaves     | Colombie           | Orica-GreenEDGE    | en 78 h 14 min 20 s |
| 2e                 | Vincenzo Nibali    | Italie             | Astana             | + 44 s              |
| 3e                 | Steven Kruijswijk  | Pays-Bas           | Lotto NL-Jumbo     | + 1 min 5 s         |
| 4e                 | Alejandro Valverde | Espagne            | Movistar           | + 1 min 48 s        |
| 5e                 | Rafal Majka        | Pologne            | Tinkoff            | + 3 min 59 s        |
| 6e                 | Bob Jungels        | Luxembourg         | Etixx-Quick Step   | + 7 min 53 s        |
| 7e                 | Andrey Amador      | Costa Rica         | Movistar           | + 9 min 34 s        |
| 8e                 | Rigoberto Uran     | Colombie           | Cannondale         | + 12 min 18 s       |
| 9e                 | Kanstantin Siutsou | Biélorussie        | Dimension Data     | + 13 min 19 s       |
| 10e                | Domenico Pozzovivo | Italie             | AG2R La Mondiale   | + 14 min 11 s       |
| modifier           |                    |                    |                    |                     |

### Classement du meilleur jeune
| Classement du meilleur jeune | Classement du meilleur jeune | Classement du meilleur jeune | Classement du meilleur jeune | Classement du meilleur jeune |
|                              | Coureur                      | Pays                         | Équipe                       | Temps                        |
| ---------------------------- | ---------------------------- | ---------------------------- | ---------------------------- | ---------------------------- |
| 1er                          | Bob Jungels                  | Luxembourg                   | Etixx-Quick Step             | en 78 h 22 min 13 s          |
| 2e                           | Sebastián Henao              | Colombie                     | Sky                          | + 22 min 9 s                 |
| 3e                           | Valerio Conti                | Italie                       | Lampre-Merida                | + 59 min 22 s                |
| 4e                           | Davide Formolo               | Italie                       | Cannondale                   | + 1 h 2 min 0 s              |
| 5e                           | Joe Dombrowski               | États-Unis                   | Cannondale                   | + 1 h 31 min 19 s            |
| modifier                     |                              |                              |                              |                              |

### Classement aux points
| Classement par points | Classement par points | Classement par points | Classement par points | Classement par points |
| --------------------- | --------------------- | --------------------- | --------------------- | --------------------- |
|                       | Coureur               | Pays                  | Équipe                | Point(s)              |
| 1er                   | Giacomo Nizzolo       | Italie                | Trek-Segafredo        | 185 points            |
| 2e                    | Diego Ulissi          | Italie                | Lampre-Merida         | 152 pts               |
| 3e                    | Matteo Trentin        | Italie                | Etixx-Quick Step      | 141 pts               |
| 4e                    | Daniel Oss            | Italie                | BMC Racing            | 127 pts               |
| 5e                    | Sacha Modolo          | Italie                | Lampre-Merida         | 126 pts               |
| modifier              |                       |                       |                       |                       |

### Classement du meilleur grimpeur
| Classement du meilleur grimpeur | Classement du meilleur grimpeur | Classement du meilleur grimpeur | Classement du meilleur grimpeur | Classement du meilleur grimpeur |
| ------------------------------- | ------------------------------- | ------------------------------- | ------------------------------- | ------------------------------- |
|                                 | Coureur                         | Pays                            | Équipe                          | Point(s)                        |
| 1er                             | Damiano Cunego                  | Italie                          | Nippo-Vini Fantini              | 134 points                      |
| 2e                              | Mikel Nieve                     | Espagne                         | Sky                             | 98 pts                          |
| 3e                              | Stefan Denifl                   | Autriche                        | IAM                             | 73 pts                          |
| 4e                              | Darwin Atapuma                  | Colombie                        | BMC Racing                      | 69 pts                          |
| 5e                              | Giovanni Visconti               | Italie                          | Movistar                        | 61 pts                          |
| modifier                        |                                 |                                 |                                 |                                 |

### Classements par équipes

#### Classement au temps
| Classement par équipes au temps | Classement par équipes au temps | Classement par équipes au temps | Classement par équipes au temps |
|                                 | Équipe                          | Pays                            | Temps                           |
| ------------------------------- | ------------------------------- | ------------------------------- | ------------------------------- |
| 1re                             | Astana                          | Kazakhstan                      | en 235 h 5 min 37 s             |
| 2e                              | Cannondale                      | États-Unis                      | + 12 min 9 s                    |
| 3e                              | Movistar                        | Espagne                         | + 18 min 56 s                   |
| modifier                        |                                 |                                 |                                 |

#### Classement aux points
| Classement par équipes aux points | Classement par équipes aux points | Classement par équipes aux points | Classement par équipes aux points | Classement par équipes aux points |
|                                   | Équipes                           | Pays                              |                                   | Point(s)                          |
| --------------------------------- | --------------------------------- | --------------------------------- | --------------------------------- | --------------------------------- |
| 1re                               | Etixx-Quick Step                  | Belgique                          |                                   | 450                               |
| 2e                                | Lotto NL-Jumbo                    | Pays-Bas                          |                                   | 381                               |
| 3e                                | Lampre-Merida                     | Italie                            |                                   | 330                               |
| modifier                          |                                   |                                   |                                   |                                   |

### Abandons
- 26 -  Giulio Ciccone (Bardiani CSF) : non partant
- 123 -  Carlos Betancur (Movistar) : abandon
- 161 -  Ilnur Zakarin (Katusha) : abandon
- 183 -  Philip Deignan (Sky) : abandon